# Bottionea
Bottionea é um género botânico pertencente à família Laxmanniaceae.